# 鳳来寺山パークウェイ
鳳来寺山パークウェイ（ほうらいじさんパークウェイ）とは、愛知県新城市豊岡を起点とし同門谷を終点とする延長7.7キロメートル (km) の道路である。

## 概要
元々は愛知県道路公社の管理する一般自動車道（有料道路）であったが、2005年（平成17年）7月1日に無料化された。愛知県道524号門谷豊岡線に認定されたため、道路法に基づく道路となった。鳳来寺山パークウェイの名称は、無料開放後も道路の愛称として残されている。
当初は本宮山スカイラインと結んで東三河パークライン構想、更に三河湾スカイライン、三ヶ根山スカイラインとを結んで三河パークライン構想があったが立ち消えとなった。
本道路のルートは、ほぼ東西に走る約6 km区間と、中間付近から分岐して鳳来寺山パークウェイ駐車場（山頂駐車場）へ向かう約1.5 km区間で構成される。そのため、鳳来寺山の山頂付近にある鳳来寺および鳳来山東照宮への自動車用登山道路としての位置付けが強い。
有料道路時代は8:00 - 18:00が開通時間であったが、深夜の初詣客のために、12月31日（大晦日）の23:00から深夜営業をしていた。

## 歴史

### 沿革
- 1971年（昭和46年）：開通。
- 2005年（平成17年）
  - 3月28日：全線が愛知県道524号門谷豊岡線に認定される。
  - 7月1日：無料開放。

### 有料道路当時の通行料金
ここに記述しているものは無料開放される直前の通行料金である。無料開放後の現在は以下の料金は発生しない。
- 二輪車：630円
- 軽自動車・小型自動車・普通自動車：930円
- 路線バス・マイクロバス：2,300円
- 大型自動車・観光バス：3,780円

## 路線状況

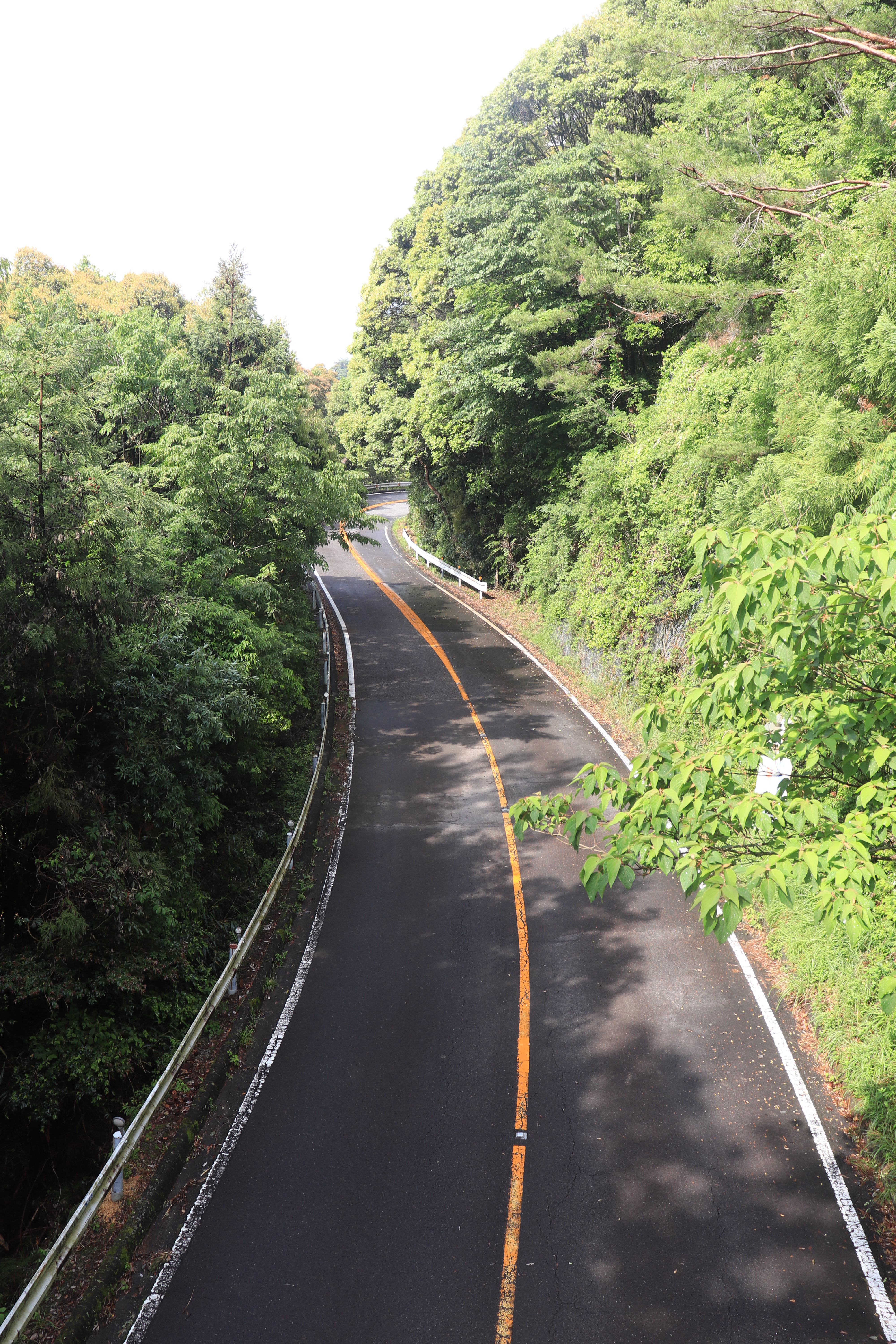
鳳来寺山パークウェイ駐車場（山頂駐車場）へ向かう区間

左右に曲がりくねった道路だが、片側1車線の道幅が確保されている。

### 保安上の供用制限
次の基準を超える車両は通行できない。
- 総重量：20.0 t
- 軸重：10.0 t
- 幅：2.5 m
- 高さ：3.8 m
- 長さ：12.0 m

### 鳳来寺山パークウェイ駐車場

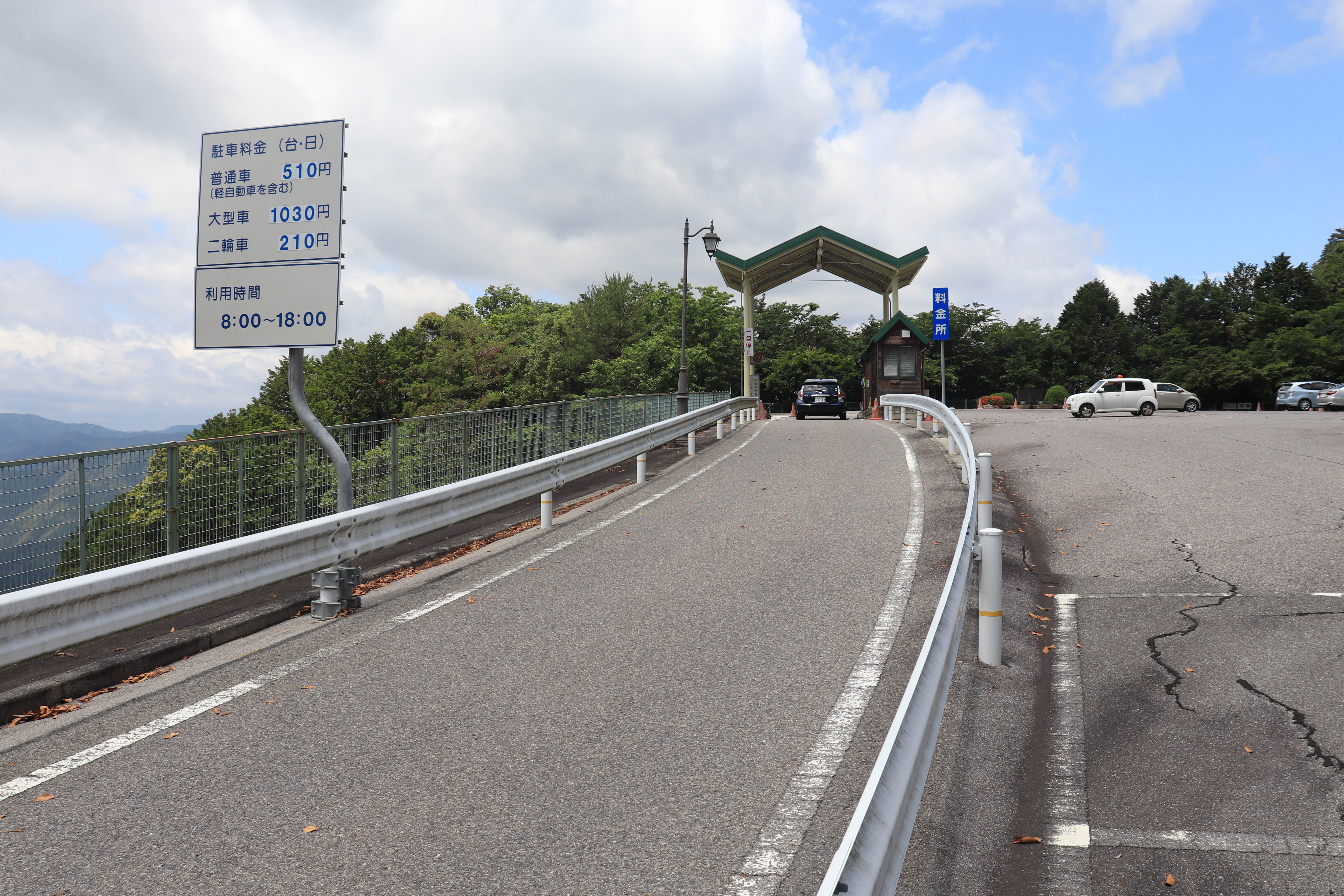
鳳来寺山パークウェイの有料駐車場（2019年（令和元年）6月）

鳳来寺山パークウェイ駐車場（山頂駐車場）は、鳳来寺山パークウェイの中間あたりにある分岐道（鳳来寺・東照宮方面）を進んだ先にある。
有料道路時代の鳳来寺山パークウェイでは鳳来寺山パークウェイ駐車場へ駐車する場合に別途料金を徴収されるようなことはなかったが、無料開放されたのと同時に駐車料金が発生する有料駐車場となった。駐車場の奥には鳳来寺への遊歩道が存在する。また、有料道路時代から売店がある。
駐車場料金は、駐車1回につき加算される。
2022年（令和4年）4月1日に愛知県道路公社から新城市へ移管された。
駐車場の営業時間は 8:00 から 18:00 だが、有料道路時代の鳳来寺山パークウェイと同様に12月31日（大晦日）の 23:00 より初詣客のために営業を行う。

## 地理

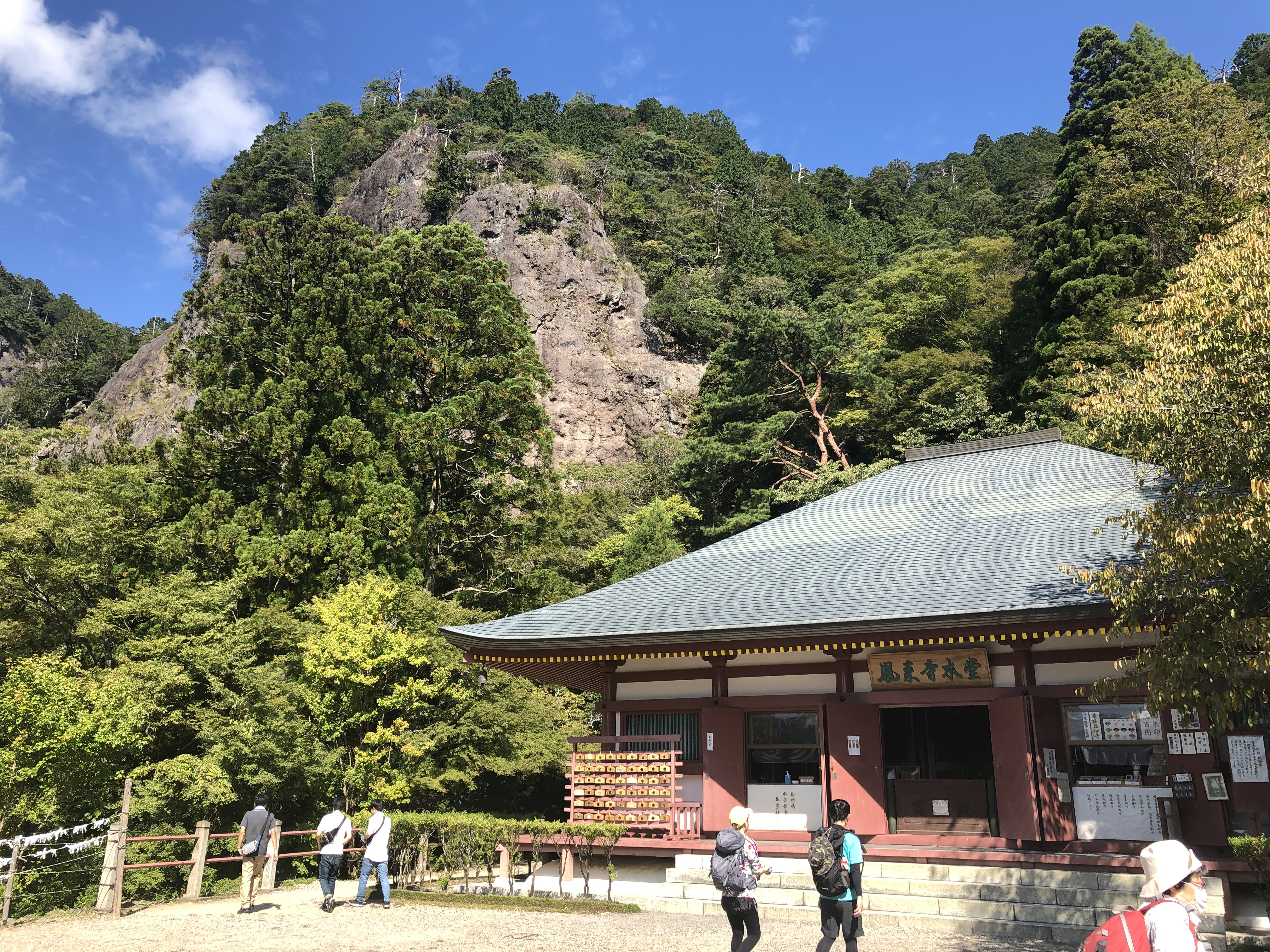
鳳来寺本堂

この道路がある鳳来寺山（標高695 m）の山頂付近には、8世紀に利修仙人が開山したと伝えられる真言宗の寺院である鳳来寺が建つ。また、徳川家光の命により造営開始された鳳来山東照宮もある。
鳳来寺および鳳来山東照宮に行くには本来であれば表参道から1,425段の石階段を登る必要があるが、本道路の山頂駐車場を利用すると約15分で歩いていける別ルートで本堂まで行くこともできる。鳳来寺山は国の名勝および天然記念物に指定されており、初夏の新緑や、秋の紅葉の名所としても知られている。
鳳来寺山パークウェイの東側（起点側、旧湯谷料金所側）には湯谷温泉、西側（終点側、旧門谷料金所側）には鳳来寺山表参道の入口（愛知県道441号鳳来寺山公園線）がある。

### 接続路線
無料化後は起点と終点がこれと逆転している。
- 愛知県道439号能登瀬新城線（起点側）
- 愛知県道389号富栄設楽線（終点側）